# 半周長
平面幾何学における半周長（はんしゅうちょう、英: semiperimeter）とは、多角形の周長の半分の値である。周長から容易に導かれる値であるが、三角形における公式などでよく出現することから独立した名称を与えられている。式に記述されるときには小文字の s を使用するのが一般的である。

## 三角形

任意の三角形において、頂点から辺に沿って半周長の距離にある点は傍接円との接点である。

半周長は、三角形において用いられることが最も多い。3辺の長さを a, b, c としたとき、半周長は以下の式で表すことができる。
{\displaystyle s={\frac {a+b+c}{2}}.}

### 性質
任意の三角形において、頂点とその反対側にある傍接円の接点は三角形の周を2等分する。即ち頂点からこの接点への2つの経路の長さは半周長に一致する。A, B, C, A', B', C' を右の図のように置けば、以下の式が成り立つ。
{\displaystyle s=|AB|+|A'B|=|AB|+|AB'|=|AC|+|A'C|}
{\displaystyle =|AC|+|AC'|=|BC|+|B'C|=|BC|+|BC'|.}
3本の直線 AA',BB', CC' はナーゲル点で交わる。
三角形の中分線と呼ばれる線は、辺の中点を通り周を2等分する線である。即ち、中分線で分割された周の2つの部分は共に半周長の長さを持つ。3つの cleaver は角の二等分線に平行であり、中点三角形の内心で交わる。この交点は、もとの三角形を「中空」――即ち、辺は重さをもつが内部の点は重さをもたない針金細工のようなもの――だと考えた場合の物理的な重心であり、シュピーカー点とも呼ばれる。
直線が周長を2等分するのは、その線が三角形の内心を通るときのみである。
三角形の半周長は、その中点三角形の周長に等しい。
三角不等式より、半周長は最も長い辺より長いことがわかる。

### 半周長を用いる公式
この節の中では半周長を s で表す。
三角形の面積を S とする。三角形の面積は、内接円の半径 r と半周長の積に等しい。
{\displaystyle S=rs}
三角形の面積は、三辺の長さを a, b, c としたときヘロンの公式によって以下のように表すことができる。
{\displaystyle S={\sqrt {s\left(s-a\right)\left(s-b\right)\left(s-c\right)}}}
外接円の半径 R は、半周長と3辺の長さを用いて以下のように表すことができる。
{\displaystyle R={\frac {abc}{4{\sqrt {s(s-a)(s-b)(s-c)}}}}}
この式は正弦定理から導くことができる。
内接円の半径は
{\displaystyle r={\sqrt {\frac {(s-a)(s-b)(s-c)}{s}}}}
となる。
余接定理は、半分の角度の余接（コタンジェント）を半周長と3辺の長さと内接円の半径から求める定理である。
角の二等分線の長さは以下の式で求めることができる。
{\displaystyle t_{a}={\frac {2{\sqrt {bcs(s-a)}}}{b+c}}}
直角三角形において、斜辺に接する傍接円の半径は半周長に等しい。また、半周長は外接円の半径の2倍と内接円の半径の和に等しい。直角三角形の直角を挟む2辺の長さを a, b とすると、面積は {\displaystyle (s-a)(s-b)} となる。
単位球において、3辺の長さが a, b, c である球面三角形の球過量 E はリュイリエの公式によって以下のように表すことができる。
{\displaystyle E=4\tan ^{-1}{\sqrt {\tan {\frac {s}{2}}\tan {\frac {s-a}{2}}\tan {\frac {s-b}{2}}\tan {\frac {s-c}{2}}}}}

## 四角形
四角形の4辺の長さを a, b, c, d とすると、半周長は以下の式で表すことができる。
{\displaystyle s={\frac {a+b+c+d}{2}}}
三角形の面積の公式の一つは円に外接する四辺形にも適用できる。ピトーの定理により、対辺の長さの和は半周長に等しい。そして、内接円の半径 r を用いて以下の式で面積を表すことができる。
{\displaystyle S=rs}
円に内接する四角形の面積を求めるブラーマグプタの公式は、ヘロンの公式に似た単純な形をしている。
{\displaystyle S={\sqrt {\left(s-a\right)\left(s-b\right)\left(s-c\right)\left(s-d\right)}}}
ブレートシュナイダーの公式は、この式を一般の凸四角形に拡張したものである。
{\displaystyle S={\sqrt {(s-a)(s-b)(s-c)(s-d)-abcd\cdot \cos ^{2}\left({\frac {\alpha +\gamma }{2}}\right)}}}
ここで、{\displaystyle \alpha } と {\displaystyle \gamma } は向かい合う角の大きさである。

## その他の多角形
多角形が内接円を持つ場合、面積はその半径と半周長の積に等しい。